# Fem Första Filmerna (filmbox)
De fem första filmerna är en 5-diskbox från 2006 utgiven på DVD med de fem första långfilmerna av Galenskaparna och After Shave. Från boxens baksida: Boxen har en exklusiv Digipack med slipcase. Samtliga filmer har renoverad bildkvalitet

## Innehåll
Boxen innehåller följande filmer:
- Leif
- Hajen som visste för mycket
- Macken – Roy's & Roger's Bilservice
- Stinsen brinner... filmen alltså
- Monopol

## Extramaterial
En himla många filmer en dokumentär gjord av Ronny Svensson där han intervjuar skådespelare, regissörer och upphovsmän. Ca. 55 min lång.

## Teknisk kvalitet
- Bild: Widescreen Anamorphic
- Ljud: Dolby Digital 5.1
- Text: Svenska/Norska